# Hans Voss (Kunsthistoriker)
Hans Voss (auch Voß; * 21. Oktober 1928 in Wiesbaden; † 1980) war ein deutscher Kunsthistoriker. Er war Rektor der Hochschule für Gestaltung Offenbach (HfG).

## Leben
Voss wurde als Sohn des Chemikers Julius Voss (1898–1968) und seiner Ehefrau Marianne (geb. Maibaum) in Wiesbaden-Biebrich geboren. Nach der Grundschule besuchte er – unterbrochen durch einen kriegsbedingten Einsatz als Luftwaffenhelfer – das Staatliche Realgymnasium für Jungen am Gutenbergplatz in Wiesbaden, das er im Sommer 1948 mit dem Abitur abschloss. Ab dem Wintersemester 1949/1950 studierte er an der Johann Wolfgang Goethe-Universität in Frankfurt am Main Romanische Philologie (Hauptfach) und Kunstgeschichte (Nebenfach). 1951 war er Stipendiat der französischen Regierung an der Universität  Toulouse. Im Februar 1955 wurde er in Frankfurt zu einem Thema über den Künstler Julius Pincas zum Dr. phil. promoviert.
Voss war seit 1963 an der Werkkunstschule, der Vorgängerin der HfG Offenbach tätig, seit 1964 war er Schulleiter. Von 1970 bis 1980 war er dort Professor für Kunstgeschichte, 1971 wurde er zum ersten Rektor der nun in Hochschule für Gestaltung Offenbach am Main umbenannten Institution gewählt. Voss’ kurze Amtszeit bis 1973 war vor allem geprägt durch die politischen Auseinandersetzungen mit der späten 1968er-Generation. Die Diplomprüfungsordnung für die Fachbereiche Grafik und Produktgestaltung konnte er 1973 durchsetzen.
Voss arbeitete außerdem als Übersetzer vom Französischen und Englischen ins Deutsche, er war Mitarbeiter bei Presse und Fernsehen. Er lieferte unter anderem Buchbesprechungen für die Frankfurter Allgemeine Zeitung.

## Schriften
- Julius Pincas dit Pascin: Versuch einer Analyse und eines Katalogs seines druckgraphischen Werkes. Dissertation. Breidenstein, Frankfurt am Main 1956.
- Gustave Courbet in Frankfurt am Main. Werkkunstschule Offenbach, 1964.
- Epochen der Architektur – Neunzehntes Jahrhundert, Umschau Verlag, Frankfurt, 1969.
- Mit Klaus-Peter Heusel und Ellen Schmidt: Zur Holzarchitektur in der Maramureş: Beispiele aus Rogoz und Budeşti. Hochschule für Gestaltung, Offenbach am Main 1971.